# David Urankar
David Urankar, slovenski televizijski voditelj in maneken ter nekdanji športnik, * 25. februar 1985, Ljubljana.
Najbolj znan je kot dolgoletni voditelj oddaj Avtomobilnost, Dobro jutro in Poletna scena na Televiziji Slovenija. Trenutno je voditelj na Planet TV.
Bil je nominiran za naziv Fatalni moški 2019.

## Kariera

### Šport
Nekaj let je treniral bob kot član 1. slovenske reprezentance. Po njegovih izkušnjah je to drag šport, za trening katerega ni možnosti v Sloveniji.
Bil je tudi slovenski reprezentant v teku na 400 in 800 metrov ter 400 metrov z ovirami kot član AD Kronos Ljubljana.

### Manekenstvo
Zastopata ga agenciji Stella Models (Dunaj) in Aqua model management (Zürich).
Leta 2009 je kot študent gradbeništva zmagal na tekmovanju slovenske izdaje revije Men's Health za naslovnico leta, za nagrado je bil na naslovnici februarske številke in postal obraz znamke Remington, poleg tega pa je z agencijo Bronz podpisal pogodbo za delo v Milanu.
Bil je obraz znamke spodnjega perila Lisca ob uvedbi linije za moške leta 2012.

### Vodenje oddaj in prireditev
Na Televiziji Slovenija je v oddaji Dobro jutro vodil vreme in nagradno igro Zbudi se, sedaj pa je eden njenih glavnih voditeljev, vodil je tudi žrebanje Deteljice in Lota ter oddaji Migaj raje z nami in Evrovizijski TV-laboratorij. Od leta 2014 z Andrejem Brglezom vodi oddajo Avtomobilnost.
Za založbo Mladinska knjiga je z ženo vodil predpraznične klepete na spletni platformi YouTube.
Vodil je prireditev ob obisku turškega igralca Buraka Özçivita, izbor Femme fatale 2016, gala koncert Poletna noč ob 80. obletnici rojstva Jožeta Privška, predstavitev sistema navidezne resničnosti podjetja HTC, prireditev Slovenski avto leta 2020, modno revijo 6. poletne modne šole Fashion Camp in predstavitev nove Opel Astre ob 20. obletnici Opla Slovenije.
Maja 2022 je postal del ekipe nove informativne oddaje Panorama, kjer je poleg Andreje Gregorič in Lize Praprotnik nastopal v vlogi glavnega voditelja. Kasneje je ekipo zapustil.
Konec leta 2024 je prestopil na Planet TV, kjer bo od marca 2025 vodil kviz Denar pada.

### Dobrodelnost in aktivizem
Leta 2015 je sodeloval v akciji 40 dni brez alkohola in podprl glasovanje za novelo zakona o zakonski zvezi in družinskih razmerjih na decembrskem referendumu. Zaradi slednjega v času referendumske kampanje na Televiziji Slovenija ni vodil oddaj.
Večkrat je vodil dobrodelni tek po stopnicah na Kristalno palačo v BTC Cityju v Ljubljani in novinarsko konferenco ob zaključku projekta Snežne kepe sreče v organizaciji Zveze prijateljev mladine Slovenije.

## Zasebno
Svojo ženo je spoznal na treningih teka, poročila sta se leta 2013 in imata dva sinova. Visok je 186 centimetrov.

## Reklamni spoti
- Philips S9000 Prestige - Shave the way that feels right YouTube